# Roland Habisreutinger
Roland Habisreutinger (* 22. Januar 1973) ist ein Schweizer Eishockeyfunktionär und ehemaliger -spieler. Er war bis 2019 Sportchef des HC Lugano.

## Laufbahn
Während seiner Spielerkarriere absolvierte Habisreutinger in der Saison 1990/91 27 Spiele in der National League A (NLA) für den Zürcher SC.
Im Anschluss an seine Spielerzeit war Habisreutinger für den EHC Arosa, HC Sierre und EHC Seewen in unterschiedlichen Ämtern, unter anderem als Trainer und Sportdirektor, tätig. Zudem arbeitete er als Spielervermittler.
Zwischen 2006 und 2009 amtete er als Sportchef der Kloten Flyers und wechselte 2009 in derselben Funktion zum NLA-Konkurrenten HC Lugano. Im März 2019 trennte sich Lugano von Habisreutinger.